# City Girl
City Girl (Brasil: O Pão Nosso de Cada Dia ) é um filme de drama romântico produzido nos Estados Unidos, dirigido por F. W. Murnau e lançado em 1930.